# Trevor Weiskircher
Trevor Kookalani Weiskircher (Loves Park, 27 giugno 1994) è un allenatore di pallavolo ed ex pallavolista statunitense, nel ruolo di schiacciatore, assistente allenatore della Pennsylvania.

## Carriera

### Giocatore

#### Club
La carriera di Trevor Weiskircher inizia nei tornei scolastici, con la Boylan Catholic HS, e poi a livello di club, giocando col Fusion. Dopo il diploma studia alla Università dell'Illinois - Urbana-Champaign, che tuttavia non gestisce un programma di pallavolo maschile: gioca quindi a livello di club, prima di passare alla Lewis, partecipando alla NCAA Division I dal 2015 al 2017, raggiungendo la finale nazionale al suo primo anno.
Nella stagione 2017-18 firma il suo primo contratto professionistico nella Volley League greca col Pamvochaïkos, dove tuttavia resta solo fino a novembre. Torna poi in campo con il Rising Tide, concludendo la sua carriera da giocatore disputando la NVA 2019.

### Allenatore
Tra il 2018 e il 2019 svolge il ruolo di direttore delle operazioni e assistente allenatore per la squadra femminile della Northern Illinois. Nel 2020 approda alla Alabama nelle vesti di assistente allenatore volontario, mentre un anno dopo si trasferisce alla Pennsylvania, dove funge da assistente a Meredith Schamun.